# János Veiczi
János Veiczi (* 30. September 1924 in Budapest, Königreich Ungarn; † 26. Juni 1987 in Berlin) war ein ungarisch-deutscher Schauspieler, Filmregisseur und Drehbuchautor, der vor allem durch seine Inszenierungen für das DEFA-Studio für Spielfilme Bekanntheit erlangte.

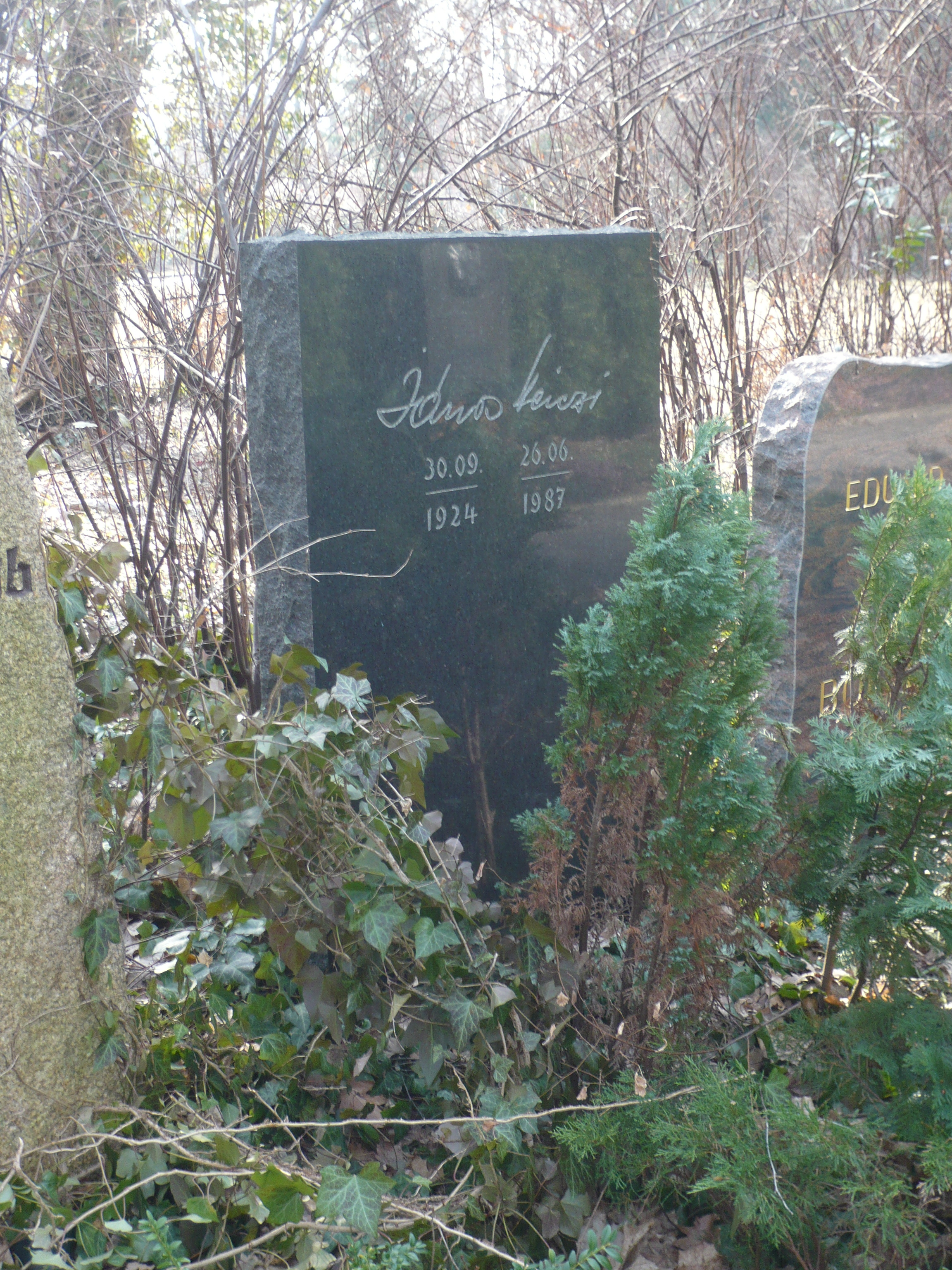
Grab von Veiczi in Berlin-Lichtenberg

## Leben
János Veiczi wurde 1924 als Sohn eines Schustergesellen und einer Näherin in Budapest geboren. Er wuchs in ärmlichen Verhältnissen auf. Nach der gescheiterten Ehe seiner Eltern musste Veiczi mit seinen zwei jüngeren Brüdern in einem Kinderheim auf dem Land arbeiten, um neben der Schule seinen Lebensunterhalt zu verdienen. Er galt als gelehriger Schüler, konnte so zunächst eine mittlere Schulausbildung abschließen und anschließend das Abitur machen. Um sich auf ein Ingenieurstudium für Maschinenbau und Elektrizität vorzubereiten, verbrachte er drei Jahre in einem katholischen Internat. Die Schulleitung verwies ihn nach einer Razzia von der Schule, weil er sich in der Zeit des ausbreitenden Faschismus „eigenständige Gedanken“ gemacht hatte, er galt damit als gemeingefährlich und unerwünscht.
János Veiczi kehrte nach Budapest zurück und fand in einer Rüstungsfabrik Arbeit. Die faschistische Regierung unter Ferenc Szálasi veranlasste 1944 seine Deportation nach Deutschland. Er wurde in Berlin als Zwangsarbeiter wieder in der Rüstungsindustrie eingesetzt. Veiczi, der mittlerweile verheiratet war, konnte im April 1945 aus dem Lager fliehen und in der Reichshauptstadt untertauchen.
Nach Abschluss der Schlacht um Berlin erhielt Veiczi von der sowjetischen Stadtkommandantur die Genehmigung, weiter in Berlin zu verbleiben, vor allem weil ihn die Krankheit seiner Frau an einer Rückkehr nach Ungarn hinderte. Im Nachkriegsdeutschland lebte er zunächst von Gelegenheitsarbeiten, bis er sich schließlich im Jahr 1949 auf eine Annonce bei der neu gegründeten Filmproduktionsgesellschaft DEFA meldete, die Nachwuchs für ihre Film- und Fernsehproduktionen suchte. Er wurde angenommen und konnte nun bis 1952 im betriebseigenen Nachwuchsstudio Regie und Dramaturgie studieren. Anschließend wurde Veiczi Regie-Assistent unter anderem bei Martin Hellberg, Gerhard Klein, Gustav von Wangenheim, Curt Bois und Carl Balhaus. Nach vierjähriger Assistenz folgte 1956 sein Regiedebüt mit der Inszenierung von Zwischenfall in Benderath, einer Adaption von Corrinths Werk Die Sache mit Päker und dem Bühnenstück Die Trojaner. Die Gegenwartsfilme Reportage 57 sowie Schritt für Schritt folgten, bis ihm 1963 mit dem Spionagestreifen For Eyes Only sein größter Erfolg gelang. Als Regisseur und Drehbuchautor – gemeinsam mit dem Schriftsteller Harry Thürk – hatte er mit diesem Kinofilm ein aktuelles Thema dargestellt, das zur Zeit des Kalten Krieges eine Art Pendant zu James Bond darstellte.
1967 produzierte Veiczi mit dem zweiteiligen antifaschistischen Film Die gefrorenen Blitze eine der aufwändigsten DEFA-Produktionen der 60er Jahre. Die Herstellung kostete seinerzeit rund 5,1 Millionen Mark, die vor allem für die Bühnenbauten ausgegeben wurden. Die neuartige Inszenierung im dokumentarischen Reportagestil kam beim Publikum eher mäßig an. Als DEFA-Auftragsarbeit für das Fernsehen der DDR realisierte Veiczi die 11-teilige Serie Rendezvous mit unbekannt (1969) über die „Pionierzeit der Abwehrorgane der DDR“ um den von Alfred Müller dargestellten Stasi-Major Wendt. Ende der 70er Jahre zog sich Veiczi, der dreimal verheiratet war und zwei Kinder hatte, vom Filmgeschehen zurück.
Seine letzte Ruhestätte befindet sich in der Sektion Künstlergräber auf dem Zentralfriedhof Friedrichsfelde.

## Filmografie (Regie)
- 1956: Zwischenfall in Benderath
- 1958: Reportage 57
- 1960: Schritt für Schritt
- 1963: For Eyes Only
- 1967: Die gefrorenen Blitze
- 1969: Rendezvous mit unbekannt (Fernsehserie, 11 Teile)
- 1971: Anflug Alpha 1
- 1977: Ich will euch sehen
- 1979: Addio, piccola mia (Darsteller)

## Auszeichnungen
- 1957: Silbermedaille für Zwischenfall in Benderath beim Internationalen Filmfestival der VI. Weltfestspiele 1957 in Moskau
- 1960: Verdienstmedaille der Nationalen Volksarmee in Gold für Schritt für Schritt
- 1964: Nationalpreis der DDR – III. Klasse für For eyes only
- 1970: Kunstpreis der DDR